# 岡崎高校コーラス部
岡崎高校コーラス部（おかざきこうこうコーラスぶ）は、愛知県立岡崎高等学校内の部活動として活動している、主に混声合唱を行う合唱団である。

## 概要
1949年、創部。1968年に顧問に就任した近藤惠子（現在は非常勤講師）が、現在に至るまで50年以上指導を行っている。
2000年を記念して開催された世界合唱オリンピック（現：世界合唱大会）に日本代表として出場し、最優秀賞を受賞。以降、5大会連続で金メダルを、また最優秀賞を3度受賞している。2005年の「小泉内閣メールマガジン第184号」にも『感動体験 ～世界合唱オリンピックを通して～』とのタイトルで取り上げられた。また、国内コンクールにおいては、NHK全国学校音楽コンクール全国大会、全日本合唱コンクール全国大会にそれぞれ20回を越える出場を果たし、2008年度全日本合唱コンクール全国大会では文部科学大臣賞（高等学校部門Bグループ1位）を受賞している。
近年、名古屋フィルハーモニー交響楽団と度々共演するなど、各地で行われるコンサートなどでも積極的に演奏活動を行う。また、少人数でのアカペラ・アンサンブルでの声楽アンサンブルコンテスト全国大会への出場や、ミュージカル上演といった幅広い活動も行う。

## 主な受賞歴
- 1985年 - 第56回NHK全国学校音楽コンクール高校の部にて全国大会に初出場。銅賞を受賞[2]
- 1993年 - 第46回全日本合唱コンクール高等学校部門Bグループにて全国大会に初出場。銅賞を受賞[3]。
- 1996年 - 第49回全日本合唱コンクール高等学校部門Bグループにて初めて金賞を受賞[4]。
- 1999年 - 第52回全日本合唱コンクール高等学校部門Bグループにて金賞・岡山県知事賞を受賞[5]。第66回NHK全国学校音楽コンクール高校の部全国大会にて銀賞（全国2位）を受賞（この課題曲の演奏は「Nコン課題曲Juke Box」内にて試聴可能[6]）。
- 2000年 - オーストリアのリンツで開催された第1回世界合唱オリンピック（英語版）（1st Choir Olympics）の青年混声部門にて優勝[7]。
- 2001年 - 第54回全日本合唱コンクール高等学校部門Bグループにて金賞を受賞[8]。
- 2002年 - 韓国の釜山で開催された第2回世界合唱オリンピック（2nd Choir Olympics）の青年混声部門にて優勝。2000年の第1回に引き続き、連覇となる[9]。
- 2003年 - 第56回全日本合唱コンクール高等学校部門Bグループにて金賞を受賞[10]。
- 2004年 - ドイツのブレーメンで開催された第3回世界合唱オリンピック（3rd Choir Olympics）の青年混声部門にてGOLD MEDALを獲得[11]。
- 2006年 - 中国の廈門で開催された第4回世界合唱オリンピック（4th World Choir Games）の青年混声部門にてGOLD MEDALを獲得[12]。第59回全日本合唱コンクール高等学校部門Bグループにて金賞を受賞[13]。
- 2007年 - 第60回全日本合唱コンクール高等学校部門Bグループにて金賞・岩手県知事賞を受賞[14]。
- 2008年 - 第61回全日本合唱コンクール高等学校部門Bグループにて金賞・文部科学大臣賞（全国1位に相当）を受賞[15]。 オーストリアのグラーツで開催された第5回世界合唱オリンピック（5th World Choir Games）の青年混声部門にて優勝[16][17]。
- 2010年 - 第63回全日本合唱コンクール高等学校部門Bグループにて金賞を受賞[18]。
- 2011年 - 釜山合唱世界大会（Busan Choral Festival & Competition 2011）青年混声合唱部門にて優勝[19]。第64回全日本合唱コンクール高等学校部門Bグループにて金賞を受賞[20]
- 2013年 - 第66回全日本合唱コンクール高等学校部門Bグループにて金賞を受賞[21]

## ディスコグラフィー
- 響け 心のハーモニー【2枚組】/岡崎高校コーラス・岡崎混声合唱団（ブレーンミュージック、OSBR-28030）
- 岡崎混声合唱団・岡崎高校コーラス部 第30回定期演奏会（ジョバンニレコード、GVCS 30903/4）
- くちびるに歌を 信長貴富 混声合唱作品集III（ジョバンニレコード、GVCS 10901）